# Orkiestra Filadelfijska
Orkiestra Filadelfijska (ang. Philadelphia Orchestra) – amerykańska orkiestra symfoniczna z siedzibą w Pensylwanii, należąca do tzw. Wielkiej Piątki orkiestr USA.
Od 2001 siedzibą orkiestry jest Verizon Hall w Kimmel Center mieszczącym się w Filadelfii, przy 300 South Broad Street. Wcześniej orkiestra koncertowała w Academy of Music, która nadal jest własnością orkiestry; odbywa się tam doroczny koncert galowy i koncerty dla dzieci w wieku szkolnym. Letnią siedzibą jest Mann Center for the Performing Arts oraz rezydencje w Saratoga Performing Arts Center, a od lipca 2007 także w Bravo! Vail Festival w Vail w stanie Kolorado. Orkiestra wykonuje też coroczny cykl koncertów w Carnegie Hall.
Od 2012 dyrektorem muzycznym orkiestry jest Yannick Nézet-Séguin (kontrakt do końca sezonu 2025/2026).

## Historia
Orkiestra została założona w 1900 przez Fritza Scheela, który był jej pierwszym dyrektorem muzycznym i dyrygentem (1900–1907). Początkowo w skład orkiestry wchodziło 85 muzyków, głównie niemieckich, bądź wykształconych w Europie. Podczas koncertu inauguracyjnego, który odbył się 16 listopada 1900, zagrano utwory Goldmarka, Beethovena, Czajkowskiego, Webera i Wagnera. Repertuar orkiestry obejmował dzieła najważniejszych kompozytorów europejskich, często były to wykonania premierowe na scenie amerykańskiej.
Międzynarodową rangę orkiestra uzyskała podczas kadencji Leopolda Stokowskiego (1912–1938), który wprowadził do repertuaru nową muzykę Berga, Busoniego, Skriabina, Strawinskiego, Schönberga i Varèse’a. Powiększył orkiestrę do ponad 100 członków i intensywnie ją promował poprzez pierwsze nagrania fonograficzne (1917), audycje radiowe (od 1929), pionierskie nagrania stereofoniczne (1933) i udział orkiestry w realizacji muzyki filmowej; odbył też z orkiestrą pierwsze transkontynentalne tournée do 27 miast. Eugene Ormandy, który prowadził orkiestrę przez kolejne 42 lata (1938–1980), nadał jej charakterystyczne, rozpoznawalne „brzmienie Filadelfii” spowodowane zagęszczeniem instrumentów smyczkowych (poprzez częste podwajanie partii altówek w drugich skrzypcach lub odwrotnie). Ormandy dyrygował pierwszymi występami orkiestry w telewizji krajowej (1948) oraz koncertował z orkiestrą w Ameryce Południowej, Europie i Azji.

## Dyrektorzy muzyczni/ dyrygenci
- Fritz Scheel (1900–1907)
- Karl Pohlig (1908–1912)
- Leopold Stokowski (1912–1938)
- Eugene Ormandy (1938–1980)
- Riccardo Muti (1980–1992)
- Wolfgang Sawallisch (1993–2003)
- Christoph Eschenbach (2003–2008)
- Charles Dutoit (2008–2012) (główny dyrygent i doradca artystyczny)
- Yannick Nézet-Séguin (od 2012)

## Siedziby Orkiestry Filadelfijskiej

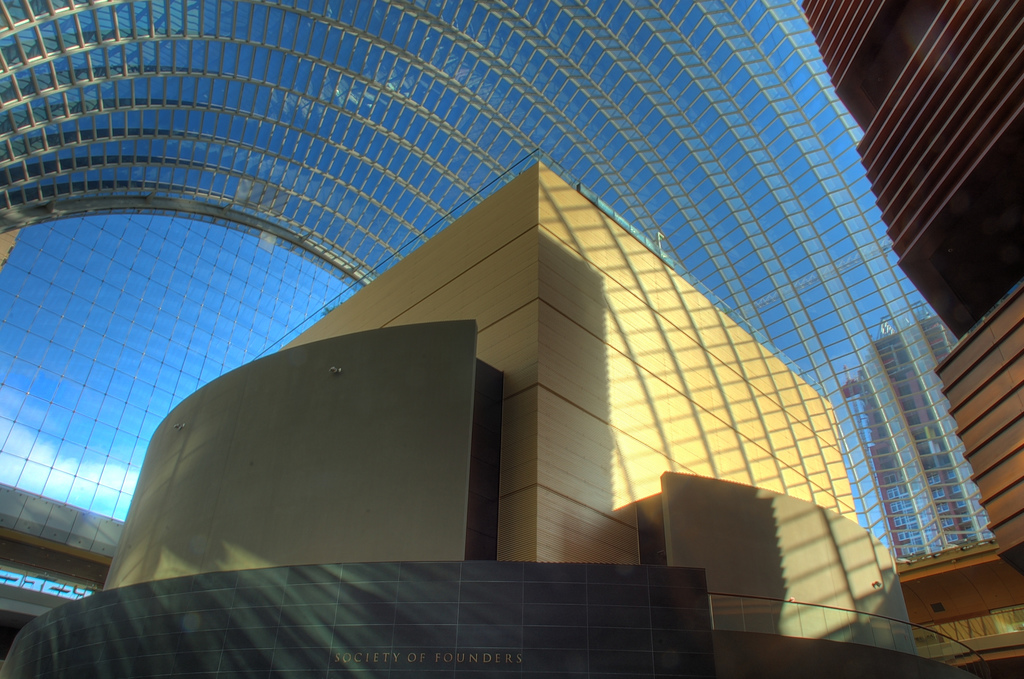
Kimmel Center for the Performing Arts (wnętrze)
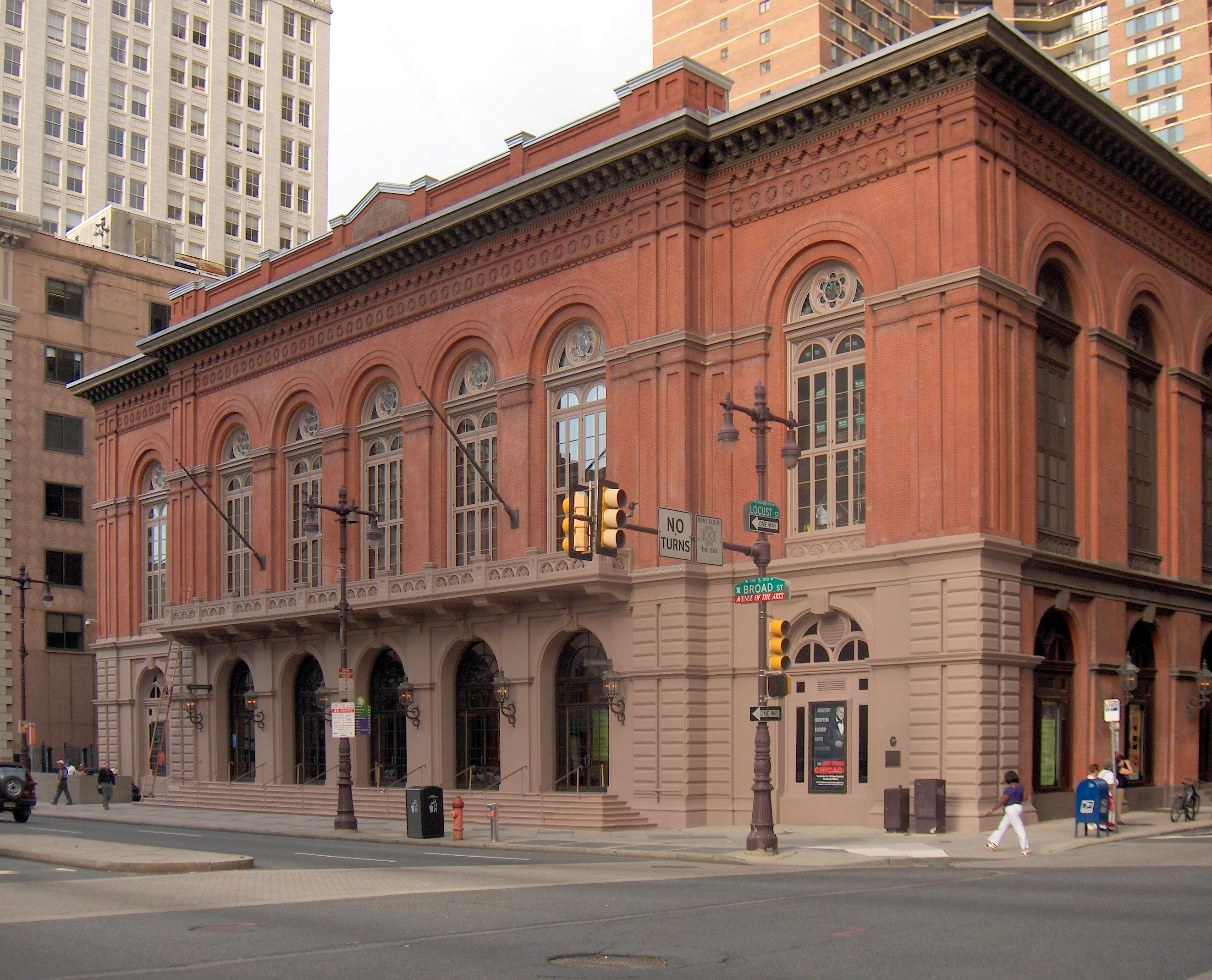
Academy of Music
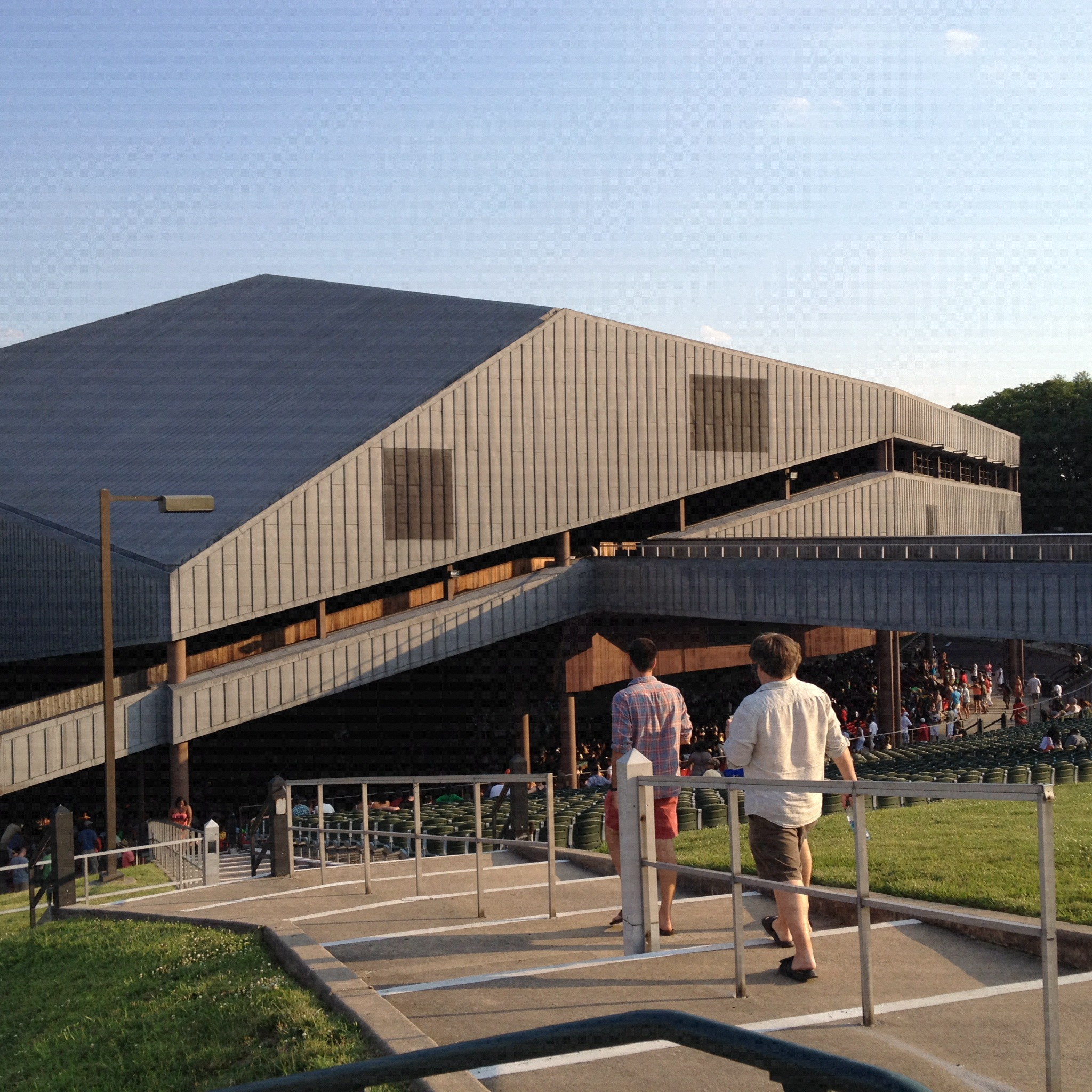
Mann Center for the Performing Arts
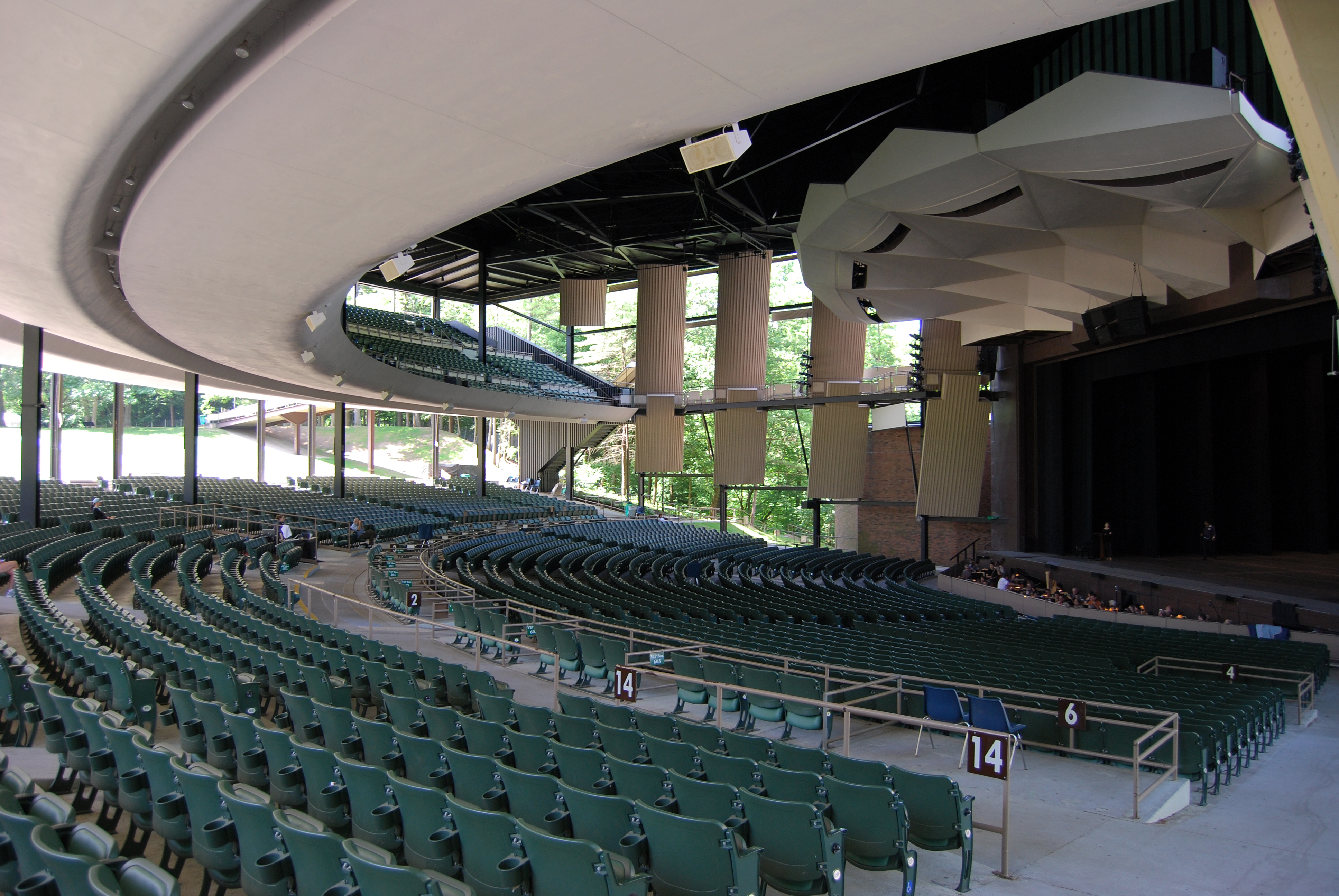
Saratoga Performing Arts Center (wnętrze)